# Dreisam
El río Dreisam (céltico: *tragisamā, "fluye rapidísimo") es un afluente meridional del Elz con una longitud de 29 kilómetros en Baden-Württemberg (Alemania).

## Recorrido
El Dreisam nace en el valle que lleva su nombre (Dreisamtal) cerca del puente de la carretera de Kirchzarten a Stegen como confluencia de los arroyos Rotbach (en español: Arroyo Rojo del color "rot" en alemán, o también Arroyo en área deforestada, ya que el verbo alemán "roden" significa "deforestar") y Wagensteigbach (en español: Arroyo a lo largo de la Subida de Coches).
|                        |
| El Dreisam en Friburgo |

|                                                                    |
| Vista desde un puente en el oeste de Friburgo hacia la Selva Negra |

|                                                            |
| Un puente en Friburgo destrozado por la inundación de 1896 |